# Empoasca obliqua
Empoasca obliqua är en insektsart som beskrevs av Caldwell 1952. Empoasca obliqua ingår i släktet Empoasca och familjen dvärgstritar. Inga underarter finns listade i Catalogue of Life.